# ماتي ماتسون (عسكري)
ماتي ماتسون (بالإنجليزية: Matti Mattson)‏ هو عسكري أمريكي، ولد في 17 سبتمبر 1916 في فيتشبورغ في الولايات المتحدة، وتوفي في 11 يناير 2011.